# Sterlingsilver

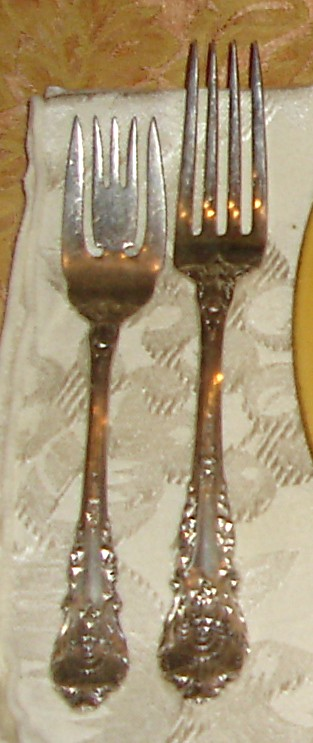
Ett par gafflar av sterlingsilver

Sterlingsilver (engelska: sterling silver) är en legering som består av minst 92,5 % (925/1000) silver, kan också stämplas 935 om finhalten är (935/1000). Resten är i huvudsak koppar och undantagsvis zink. Sterlingsilver används bland annat i smycken.

## Egenskaper
Sterlingsilver har en betydande nackdel som färdig vara. Det är mjukt och klarar inte större belastning innan det deformeras. Sedan länge använder man sig av en annan renhet, så kallat verksilver, 83 % (830/1000) silver och 17 % (170/1000) koppar, för föremål som kräver högre seghet och/eller belastningshållfasthet, till exempel vid tillverkning av matbestick och ljusstakar. Sterlingsilvret har fördelen att det har högre smidbarhet och smälttemperatur än verksilver, samt att det inte missfärgas lika snabbt som verksilver. Färdiga föremål tillverkade av verksilver försilvras oftast för att bättre motstå missfärgning. Sterlingsilver däremot vitkokas ofta endast, eller poleras.
Silver oxideras efter en tids exponering i luft med en svart eller blåsvart beläggning som främst utgörs av silversulfid.  Detta manifesteras också vid putsning av silver med silverputsmedel, som innehåller ämnen som kemiskt omvandlar ytan av silversulfid till metalliskt silver och vätesulfid. Vid putsningen känns ibland därför en tydlig lukt, ungefär som ruttna ägg. 
- Densitet: 10360 kg/m³
- Kemiskt tecken: Ag av latinets Argentum som betyder silver.

## Historik
Det finns många olika teorier om sterlingsilvrets historia, men huvudsakligen anses benämningen ha uppkommit i England eller Mellaneuropa under 1000-1200-talet.
Några teorier menar att ordet har sitt ursprung i star, "stjärna", eller starling, fornengelska stærling, "stare". Benämningen sterling användes på 1000-talet i Normandie om pennymynt i silver, varav många bar en stjärna som dekoration.
I medeltida svensk silversmedslitteratur förekommer oftast förklaringen att det kommer från ordet esterlinger, under 1000-1200-talet benämningen på ett område i östra Tyskland, vars invånare använde lokalt tillverkade silvermynt av en hög och jämn kvalitet vid handelsutbyten. Mynten smältes om och vidarebearbetades av silversmeder bland annat i Mellaneuropa på 1000-talet. Silversmederna betecknade föremålen som gjorda av esterlingsilver (som sedan förvanskades till sterlingsilver), och därmed, på den tiden, av en ovanligt hög silverhalt. 
Engelsmännen tillskriver sig själva historien på så sätt att handelsmännen och den engelske kungen Henry II under 1100-talet lärde sig att uppskatta silvermynten för sin jämna metallrenhet. Kungen lockade därefter ett flertal esterlinger till England för att upparbeta silver och tillverka silvermynt. Ordet förvanskades efter en tid till sterlingsilver. 
Faktum är dock att sterlingsilvermynten 1158 blev ny officiell myntfot i England, med standardiserad renhet på 92,5 % silver.
Engelska språkforskare menar att ordet esterling inte i engelskan kan förvanskas till sterling, varför de menar att hela engelska ursprunget från esterlingerteorin kan förkastas. Att ordet kan ha förvanskats i Mellaneuropa under 1000-talet förefaller därför mera troligt.